# Наир, Мира
Мира Наир (англ. Mira Nair, род. 15 октября 1957[…], Руркла, Одиша, Индия, Индия) — американский кинорежиссёр индийского происхождения.

## Биография
Родилась в семье среднего класса, отец — из Пенджаба (позднее пенджабская реальность войдет в фильм Миры Наир «Свадьба в сезон дождей»). Закончила социологический факультет Делийского университета, играла в политическом уличном театре, в любительской драматической труппе. В возрасте 19 лет переехала в США, продолжила учебу по специальности в Гарварде.
Сняла несколько документальных фильмов, один из них («Кабаре Индия», 1985) был замечен критикой и награждён несколькими премиями. Её дебютный игровой фильм «Салям, Бомбей» (1988) принес ей мировое признание.

## Творчество
Принадлежит двум культурам — Востока и Запада, этот момент нередко становится основой её фильмов, определяет точку зрения режиссёра. В индийском кино Наир выделяет для себя творчество Ритвика Гхатака, она называет свой фильм «Тёзки» данью его памяти. Работает как с непрофессиональными исполнителями, так и с актерами-профессионалами — индийскими исполнителями, американскими и европейскими звездами (Джина Роулендс, Ума Турман, Риз Уизерспун, Хилари Суонк, Мариса Томей, Ричард Гир, Чезз Палминтери, Дензел Вашингтон, Юэн Макгрегор и др.).

## Фильмография
- «Салям, Бомбей» (1988, Золотая камера и премия зрительских симпатий на Каннском кинофестивале, премия Венецианского МКФ, премия Лиллиан Гиш на кинофестивале в Лос-Анджелесе, три премии Монреальского кинофестиваля, специальная премия критики на фестивале в Сан-Паулу и др. награды)
- «Миссисипи массала» (1992, премия Союза итальянских кинокритиков, премия критики на кинофестивале в Сан-Паулу, две премии Венецианского кинофестиваля)
- «Семья Перес» (1995)
- «Кама Сутра: История любви» (1996)
- «Свадьба в сезон дождей» (2001, Золотой лев на Венецианском кинофестивале, премия зрительских симпатий на кинофестивале в Канберре)
- «Истерическая слепота» (2002)
- «11 сентября» (2002, с коллективом режиссёров мира, премия ЮНЕСКО на Венецианском кинофестивале)
- «Ярмарка тщеславия» (2004, экранизация одноимённого романа Уильяма Теккерея)
- «Тёзка» (2006, по одноимённому роману Джумпы Лахири)
- «BBC. Индия» (2007)
- «Восемь» (2008)
- «Нью-Йорк, я люблю тебя» (2008, с коллективом кинорежиссёров мира)
- «Амелия» (2009, биографический фильм об Амелии Эрхарт)
- «Фундаменталист поневоле» (2012)
- «Разговоры с богами» / Words With Gods (2014)
- «Королева из Катве» / Queen of Katwe (2016)

## Признание
Входила в жюри Каннского кинофестиваля (1990), возглавляла жюри Берлинского кинофестиваля в 2002. Названа нью-йоркской газетой «India Abroad» «человеком 2007 года».

## Личная жизнь
С 1991 года замужем за академиком Махмудом Мамдани, с которым познакомилась в Кампале, Уганда (где и проживает) во время съёмок фильма Миссисипи массала. У них есть сын, Зохран, родившийся 19 октября 1991 года, общественный деятель, член ассамблеи штата Нью-Йорк и кандидат на праймериз Демократической партии на выборах мэра Нью-Йорка в 2025 года.